# Neoncicola avicola
Neoncicola avicola är en hakmaskart som först beskrevs av Travossos 1917.  Neoncicola avicola ingår i släktet Neoncicola och familjen Oligacanthorhynchidae. Inga underarter finns listade i Catalogue of Life.